# Keemathanka
Keemathanka (Kimathanka, Keemathnka) – gaun wikas samiti we wschodniej części Nepalu w strefie Kośi w dystrykcie Sankhuwasabha. Według nepalskiego spisu powszechnego z 2001 roku liczył on 53 gospodarstw domowych i 317 mieszkańców (158 kobiet i 159 mężczyzn). Leży przy granicy z Chinami nad rzeką Arun.